# Florencia (Cuba)
Florencia è un comune di Cuba, situato nella provincia di Ciego de Ávila.